# Screen Awards

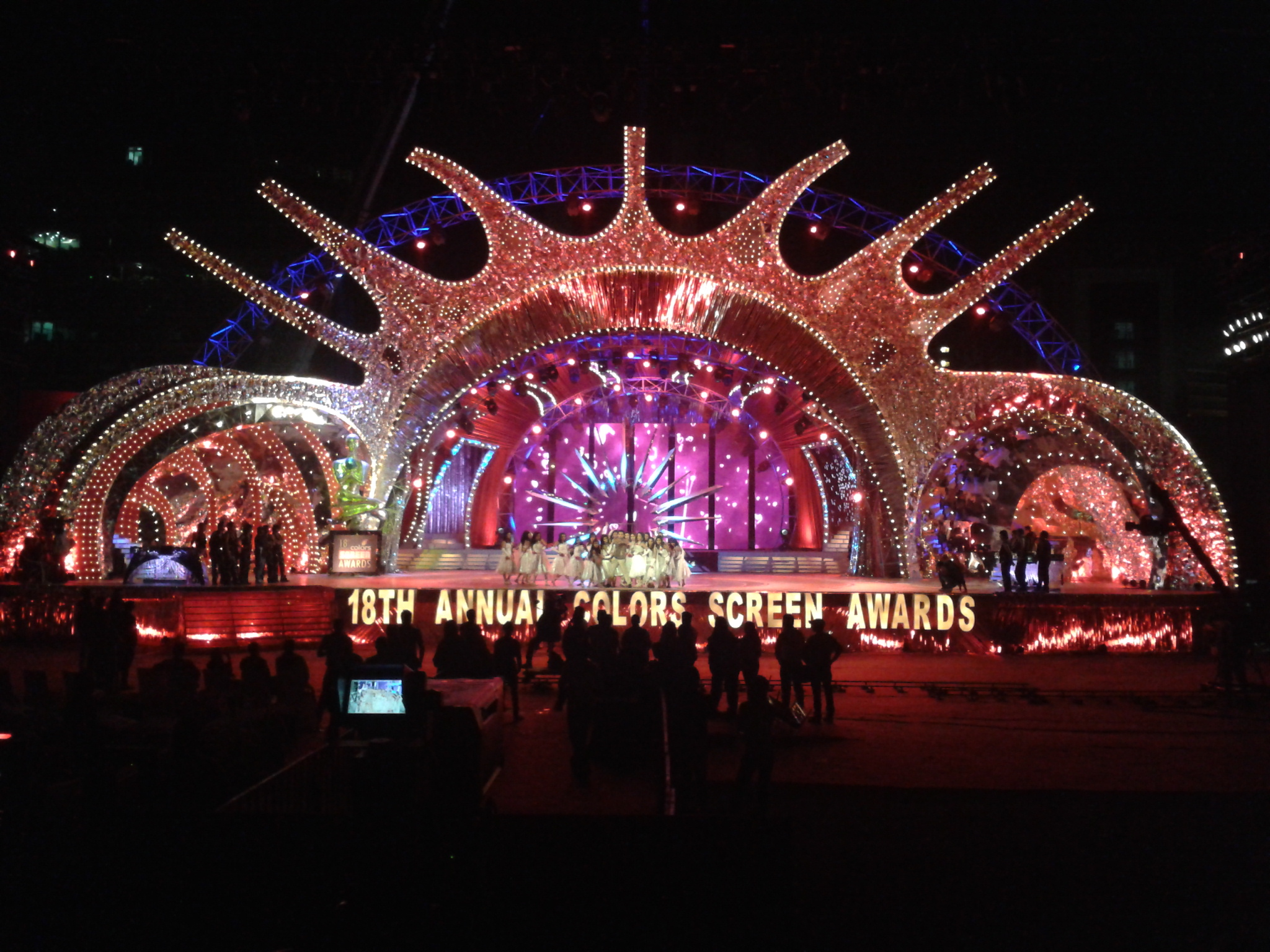
image du screen award vu de l'extérieur

Les Star Screen Awards (Prix des étoiles de l'écran) ou Screen Weekly Awards sont des récompenses cinématographiques attribuées annuellement en Inde. C'est la seule cérémonie de remise de prix à laquelle participent le directeur exécutif et le président de l'académie des arts et des sciences du cinéma ou AMPAS. En 2012 ils prennent le nom de Colors Screen Awards.
Les Screen Awards, fondés en 1994 par Ananya Goenka du groupe de presse The Indian Express, concernent seulement le cinéma indien de Bollywood. Les récompenses se distinguent des autres prix indiens en étant décernées par un jury de professionnels du cinéma qui souhaitent récompenser des confrères sur la base de leur mérite plutôt que de leur popularité. La sélection des candidats est effectuée par une commission de professionnels de l'industrie cinématographique, sur le modèle des Oscars du cinéma hollywoodiens.
Les récompenses décernées aux films, aux téléfilms et à la musique en Hindî et en Marâthî sont remises tous les ans en janvier lors d'une brillante cérémonie qui se déroule dans le complexe sportif d'Andheri à Mumbai depuis 2001. Depuis 2005 il existe une série de prix pour le cinéma du sud de l'Inde, pour les œuvres en Tamoul, en Télougou, en Malayalam et en Kannara.

## Récompenses artistiques

### Meilleur film
| Année | Film                                       | Producteur                                                    |
| ----- | ------------------------------------------ | ------------------------------------------------------------- |
| 1995  | Hum Aapke Hain Koun..!                     | Rajshri Productions                                           |
| 1996  | Dilwale Dulhania Le Jayenge                | Yash Chopra                                                   |
| 1997  | Raja Hindustani                            | Dharmesh Darshan                                              |
| 1998  | Border                                     | J.P. Dutta                                                    |
| 1999  | Kuch Kuch Hota Hai                         | Yash Johar                                                    |
| 2000  | Hum Dil De Chuke Sanam                     | Sanjay Leela Bhansali                                         |
| 2001  | Kaho Naa... Pyaar Hai                      | Rakesh Roshan                                                 |
| 2002  | Lagaan                                     | Aamir Khan                                                    |
| 2003  | Devdas                                     | Bharat Shah                                                   |
| 2004  | Koi... Mil Gaya                            | Rakesh Roshan                                                 |
| 2005  | Veer-Zaara                                 | Yash Chopra                                                   |
| 2006  | Black                                      | Sanjay Leela Bhansali                                         |
| 2007  | Lage Raho Munna Bhai                       | Rajkumar Hirani                                               |
| 2008  | Chak De! India                             | Yash Chopra                                                   |
| 2009  | Jodha Akbar                                | Ashutosh Gowariker                                            |
| 2010  | 3 Idiots                                   | Rajkumar Hirani                                               |
| 2011  | Udaan                                      | Anurag Kashyap                                                |
| 2012  | The Dirty Picture Zindagi Na Milegi Dobara | Ekta Kapoor et Shobha Kapoor Ritesh Sidhwani et Farhan Akhtar |

### Meilleur réalisateur
| Année | Metteur en scène                 | Film                            |
| ----- | -------------------------------- | ------------------------------- |
| 1995  | Sooraj R. Barjatya               | Hum Aapke Hain Koun..!          |
| 1996  | Aditya Chopra                    | Dilwale Dulhania Le Jayenge     |
| 1997  | Dharmesh Darshan                 | Raja Hindustani                 |
| 1998  | J.P. Dutta                       | Border                          |
| 1999  | Karan Johar                      | Kuch Kuch Hota Hai              |
| 2000  | Sanjay Leela Bhansali            | Hum Dil De Chuke Sanam          |
| 2001  | Rakesh Roshan                    | Kaho Naa... Pyaar Hai           |
| 2002  | Ashutosh Gowariker               | Lagaan                          |
| 2003  | Sanjay Leela Bhansali            | Devdas                          |
| 2004  | Rakesh Roshan                    | Koi... Mil Gaya                 |
| 2005  | Kunal Kohli                      | Hum Tum                         |
| 2006  | Sanjay Leela Bhansali            | Black                           |
| 2007  | Rakeysh Omprakash Mehra          | Rang De Basanti                 |
| 2008  | Shimit Amin Aamir Khan           | Chak De! India Taare Zameen Par |
| 2009  | Ashutosh Gowariker Neeraj Pandey | Jodha Akbar A Wednesday!        |
| 2010  | Rajkumar Hirani                  | 3 Idiots                        |
| 2011  | Vikramaditya Motwane             | Udaan                           |
| 2012  | Milan Luthria                    | The Dirty Picture               |

### Meilleur premier rôle masculin
| Année | Acteur                    | Film                        |
| ----- | ------------------------- | --------------------------- |
| 1995  | Nana Patekar              | Krantiveer                  |
| 1996  | Shahrukh Khan             | Dilwale Dulhania Le Jayenge |
| 1997  | Aamir Khan                | Raja Hindustani             |
| 1998  | Anil Kapoor               | Virasat                     |
| 1999  | Ajay Devgan               | Zakhm                       |
| 2000  | Sanjay Dutt               | Vaastav                     |
| 2001  | Hrithik Roshan            | Kaho Naa... Pyaar Hai       |
| 2002  | Sunny Deol                | Gadar : Ek Prem Katha       |
| 2003  | Shahrukh Khan Ajay Devgan | Devdas Company              |
| 2004  | Hrithik Roshan            | Koi... Mil Gaya             |
| 2005  | Shahrukh Khan             | Veer-Zaara                  |
| 2006  | Amitabh Bachchan          | Black                       |
| 2007  | Hrithik Roshan            | Krrish                      |
| 2008  | Shahrukh Khan             | Chak De! India              |
| 2009  | Hrithik Roshan            | Jodhaa Akbar                |
| 2010  | Amitabh Bachchan          | Paa                         |
| 2011  | Salman Khan               | Dabangg                     |
| 2012  | Ranbir Kapoor             | Rockstar                    |

### Meilleur premier rôle féminin
| Année | Actrice          | Film                     |
| ----- | ---------------- | ------------------------ |
| 1995  | Madhuri Dixit    | Hum Aapke Hain Koun...!  |
| 1996  | Madhuri Dixit    | Raja                     |
| 1997  | Manisha Koirala  | Khamoshi: The Musical    |
| 1998  | Madhuri Dixit    | Mrityudand               |
| 1999  | Kajol            | Dushman                  |
| 2000  | Aishwarya Rai    | Hum Dil De Chuke Sanam   |
| 2001  | Tabu             | Astitva                  |
| 2002  | Kajol            | Kabhi Khushi Kabhie Gham |
| 2003  | Aishwarya Rai    | Devdas                   |
| 2004  | Urmila Matondkar | Bhoot                    |
| 2005  | Rani Mukerji     | Hum Tum                  |
| 2006  | Rani Mukerji     | Black                    |
| 2007  | Kareena Kapoor   | Omkara                   |
| 2008  | Kareena Kapoor   | Jab We Met               |
| 2009  | Priyanka Chopra  | Fashion                  |
| 2010  | Vidya Balan      | Paa                      |
| 2011  | Vidya Balan      | Ishqiya                  |
| 2012  | Vidya Balan      | The Dirty Picture        |

### Autres récompenses artistiques
- Meilleur second rôle masculin
- Meilleur second rôle féminin
- Meilleur personnage négatif
- Meilleur acteur comique
- Meilleur directeur musical
- Meilleur parolier
- Meilleure voix masculine
- Meilleure voix féminine
- Prix pour l'ensemble de la carrière d'un artiste
- Meilleur espoir masculin
- Meilleur espoir féminin
- Jodi N°1 (prix du meilleur couple d'acteur)
- Meilleur acteur, prix de la critique
- Meilleure actrice, prix de la critique
- Meilleur acteur enfant
- Prix du Jury

## Récompenses techniques
- Meilleur directeur artistique
- Meilleure action
- Meilleur directeur de la photographie
- Meilleur montage
- Meilleure chorégraphie
- Meilleure bande son
- Meilleure intrigue
- Meilleur scénario
- Meilleurs dialogues
- Meilleure prise de son